# Кундуз (река)
Кундуз (на персийски: کوندز), (в горното течение Бамиян на дари: بامیان, в средното Сурхаб на персийски: سرخ‌آب) е река в северната част на Афганистан, ляв приток на Амударя), протичаща през провинциите Бамиян, Баглан и Кундуз. Дължина 420 km, площ на водосборния басейн 31 300 km². Река Кундуз води началото си под името Бамиян от северния склон на хребета Баба (най-високата част на Средноафганските планини), на 3890 m н.в., в провинция Бамиян. След като премине през град Бамиян завива на север и под името Шикари чрез дълбок пролом пресича крайните западни разклонения на планината Хиндукуш. След устието на левия си приток Кахмард завива на североизток и под имената Пули Хумри и Сурхаб продължава да тече през западните разклонения на Хиндукуш. На около 40 km южно от град Кундуз излиза от планините и навлиза в източната част на Бактрийската равнина вече под името Кундуз, като се дели на ръкави. Влива се отляво в река Амударя на 315 m н.в. в близост до афганското село Багри Кол. Основни притоци: леви – Сайган, Кахмард; десни – Нахрин, Ханабад. Подхранването ѝ е предимно снежно, с ясно изразено пролетно-лятно пълноводие. Среден годишен отток около 120 m³/s. Водите ѝ се използват за напояване..